# トヨタL&F近畿
トヨタL&F近畿株式会社（トヨタエルアンドエフきんき）は、トヨタL&Fカンパニーの大阪府における販売店であり、大阪トヨペットの関連会社である。
前身は大阪トヨタフォークリフト株式会社。2011年7月に現在の社名に変更。

## 沿革
- 1966年（昭和41年）7月1日 - 大阪トヨタディーゼル株式会社（現・トヨタカローラ大阪）よりフォークリフト販売部を分離独立し、大阪トヨタフォークリフト株式会社を設立。
- 1998年（平成10年）10月 - トヨタエルアンドエフ大阪株式会社に商号を変更。
- 2011年（平成23年）7月 - トヨタエルアンドエフ大阪とトヨタL&F京滋の統合により、トヨタL&F近畿株式会社に社名変更。

## 主な取扱商品
- フォークリフト
- 保管システム
- 搬送システム
- 環境機器

以上はトヨタL&Fカンパニー製（豊田自動織機）。
この他にもさまざまな商品を取り扱っている。